# 100 Ghost Street: The Return of Richard Speck
100 Ghost Street: The Return of Richard Speck o Paranormal Entity 4: Awakening es una película de terror sobrenatural de 2012 y cuarta entrega de la serie imitadora de Paranormal Activity, Paranormal Entity.

## Argumento
En 2010, investigadores paranormales intentaron filmar al fantasma de Richard Speck en el lugar de su atroz matanza. Las familias de las víctimas, finalmente han dado a conocer el material de archivo que documenta sus últimos días.

## Reparto
| Actor                 | Personaje | Notas |
| --------------------- | --------- | ----- |
| Jennifer Robyn Jacobs | Jen       |       |
| Jim Shipley           | Jim       |       |
| Tony Besson           | Dave      |       |
| Jackie Moore          | Jackie    |       |
| Hayley Derryberry     | Sarah     |       |
| Adam LaFramboise      | Adam      |       |
| Mike Holley           | Mike      |       |
| Chance Harlem, Jr.    | Earl      |       |
| Nancy Leopardi        | Fantasma  | Voz   |
| Steve Bencich         | Fantasma  | Voz   |